# Programma dei dodici passi
Il programma dei dodici passi è un insieme di principi guida che delinea un corso di azione per il recupero da dipendenza, compulsione o altri problemi comportamentali. Originariamente proposto da Alcolisti Anonimi (AA) come metodo di recupero dall'alcolismo, i dodici passi furono pubblicati per la prima volta nel libro "Alcoholics Anonymous: The Story of How Many Thousands of Men and Women Have Recovered from Alcoholism" nel 1939. Il metodo è stato adattato ed è diventato il fondamento di altri programmi in dodici passi.
Come riassunto dall'American Psychological Association, il processo prevede quanto segue:
- ammettere che non si può controllare il proprio alcolismo, dipendenza o compulsione;
- riconoscere che un potere superiore può dare forza;
- esaminare gli errori passati con l'aiuto di uno sponsor (membro con esperienza);
- fare ammenda per questi errori;
- imparare a vivere una nuova vita con un nuovo stile di vita;
- aiutare gli altri che soffrono dello stesso alcolismo, dipendenza o compulsione.

## Panoramica
Il metodo in dodici passi è stato adattato per affrontare un'ampia gamma di problemi di alcolismo, abuso di sostanze e dipendenza. Oltre 200 organizzazioni di auto-aiuto - spesso conosciute come "fratellanze" - con un'adesione mondiale di milioni di persone - ora impiegano principi in dodici passi per il recupero. Ad esempio, Narcotici Anonimi è formata da tossicodipendenti che non fanno riferimento ai dettagli della dipendenza da alcol.
Le preferenze legate alla specifica droga scelta dai tossicodipendenti hanno portato alla creazione di "Cocaine Anonymous", "Crystal Meth Anonymous" e "Marijuana Anonymous". Questioni comportamentali come la compulsione e/o la dipendenza da gioco d'azzardo, criminalità, cibo, sesso, accumulo, indebitamento e lavoro sono affrontate in associazioni come "Gamblers Anonymous", "Overeaters Anonymous", "Sexaholics Anonymous" e "Debtors Anonymous".
Gruppi ausiliari come Al-Anon e Nar-Anon, rispettivamente per amici e familiari di alcolisti e tossicodipendenti, fanno parte di una risposta al trattamento della dipendenza come una malattia abilitata dai sistemi familiari. I bambini adulti di alcolisti (ACA o ACOA) affrontano gli effetti del crescere in una famiglia di alcolisti o altrimenti disfunzionale. Co-dipendenti Anonimi (CoDA) affronta le compulsioni legate alle relazioni, indicate come codipendenza.

## I dodici passi
Di seguito sono riportati i dodici passi originali pubblicati da Alcolisti Anonimi:
1. Abbiamo ammesso di essere impotenti nei confronti dell'alcol e che le nostre vite erano diventate incontrollabili.
2. Siamo giunti a credere che un potere più grande di noi avrebbe potuto riportarci alla ragione.
3. Abbiamo preso la decisione di affidare la nostra volontà e le nostre vite alla cura di Dio, come noi potemmo concepirlo.
4. Abbiamo fatto un inventario morale profondo e senza paura di noi stessi.
5. Abbiamo ammesso a Dio, a noi stessi e ad un altro essere umano l'esatta natura dei nostri torti.
6. Eravamo completamente pronti ad accettare che Dio rimuovesse tutti questi nostri difetti di carattere.
7. Gli abbiamo chiesto umilmente di eliminare le nostre mancanze.
8. Abbiamo fatto un elenco di tutte le persone che avevamo danneggiato e siamo diventati disposti a rimediare a tutte loro.
9. Abbiamo fatto ammenda verso tali persone ovunque possibile, tranne quando, così facendo, avremmo danneggiato loro oppure altri.
10. Abbiamo continuato a fare un inventario personale e, quando ci siamo trovati in torto, lo abbiamo subito ammesso.
11. Abbiamo cercato, attraverso la preghiera e la meditazione, di migliorare il nostro contatto cosciente con Dio, come noi potemmo concepirlo, pregando solo per la conoscenza della sua volontà nei nostri riguardi e per la forza di realizzarla.
12. Avendo avuto un risveglio spirituale come risultato di questi passi, abbiamo cercato di portare questo messaggio ad altri alcolisti e di mettere in pratica questi principi in tutti i campi della nostra vita.

In alcuni casi, in cui altri gruppi in dodici passi hanno adattato i passaggi AA come principi guida, il passo 1 è diverso in modo univoco per ciascuna organizzazione, ad esempio in Overeaters Anonymous, il primo passo recita: "Abbiamo ammesso di essere impotenti rispetto a un eccesso di cibo compulsivo - che le nostre vite erano diventate ingestibili ". Il primo passo viene talvolta modificato per enfatizzare i principi importanti per ogni particolare fratellanza, o per rimuovere dal linguaggio i pronomi specifici di genere.

## Le dodici tradizioni
Le dodici tradizioni accompagnano i dodici passi. Le tradizioni forniscono linee guida per la governance di gruppo. Sono stati sviluppati da AA al fine di aiutare a risolvere i conflitti nei settori della pubblicità, della politica, della religione e delle finanze. Le dodici tradizioni degli alcolisti anonimi sono:
1. Il nostro benessere comune dovrebbe essere la priorità; il recupero personale dipende dall'unità AA.
2. Ai fini del nostro gruppo esiste solo un'autorità suprema: un Dio amorevole come può esprimersi nella coscienza di gruppo. I nostri leader sono servitori di fiducia; non governano.
3. L'unico requisito per l'adesione all'AA è il desiderio di smettere di bere.
4. Ogni gruppo dovrebbe essere autonomo, tranne nelle questioni che riguardano altri gruppi o AA nel suo insieme.
5. Ogni gruppo ha un solo scopo primario: portare il suo messaggio all'alcolista che ancora soffre.
6. Un gruppo AA non dovrebbe mai avallare, finanziare o prestare il nome AA a nessuna struttura correlata o impresa esterna, per timore che problemi di denaro, proprietà e prestigio ci allontanino dal nostro scopo principale.
7. Ogni gruppo AA dovrebbe essere completamente autosufficiente, diminuendo i contributi esterni.
8. Gli alcolisti anonimi dovrebbero rimanere per sempre non professionisti, ma i nostri centri di assistenza possono impiegare operatori specializzati.
9. AA, come tale, non dovrebbe mai essere organizzata; ma possiamo creare consigli o commissioni di servizio direttamente responsabili di coloro che servono.
10. Gli alcolisti anonimi non hanno opinioni su questioni esterne; quindi il nome AA non dovrebbe mai essere coinvolto in polemiche pubbliche.
11. La nostra politica di pubbliche relazioni si basa sull'attrazione piuttosto che sulla promozione; dobbiamo sempre mantenere l'anonimato personale a livello di stampa, radio e film.
12. L'anonimato è il fondamento spirituale di tutte le nostre tradizioni, ricordandoci sempre di porre i principi davanti alle personalità.

## Il processo
Nel programma dei dodici passi, la struttura umana è rappresentata simbolicamente in tre dimensioni: fisica, mentale e spirituale. I problemi che i gruppi affrontano sono considerati manifestarsi in ogni dimensione. Per i tossicodipendenti e gli alcolisti, la dimensione fisica è meglio descritta dalla reazione corporea, simile all'allergia, che porta alla coazione a continuare a usare sostanze dopo l'uso iniziale. L'affermazione del primo passo secondo cui l'individuo è "impotente" sul comportamento relativo all'abuso di sostanze in questione si riferisce alla mancanza di controllo su questa compulsione, che persiste nonostante le conseguenze negative che possono essere sopportate di conseguenza.
L'ossessione mentale è descritta come i processi cognitivi che inducono l'individuo a ripetere il comportamento compulsivo dopo un certo periodo di astinenza, sapendo che il risultato sarà un'incapacità di fermarsi o operando sotto l'illusione che il risultato sarà diverso. La descrizione nel primo passo della vita dell'alcolista o del tossicodipendente come "ingestibile" si riferisce alla mancanza di scelta che la mente del tossicodipendente o alcolista offre riguardo al fatto se bere o riutilizzare le sostanze.
La malattia della dimensione spirituale, o "malattia spirituale", è considerata in tutti i gruppi in dodici passi come egocentrica. Il processo di seguire i passi ha lo scopo di sostituire l'egocentrismo con una crescente coscienza morale e una volontà di sacrificio di sé e un'azione altruistica costruttiva. Nei gruppi dei dodici passi, questo è noto come "risveglio spirituale". Ciò non deve essere confuso con l'abreazione, che produce cambiamenti drammatici, ma effimeri, né con un'esperienza religiosa. Nelle "fratellanze" dei dodici passi, si ritiene che il risveglio spirituale si sviluppi più lentamente nell'arco di tempo.
In conformità con il primo passo, i gruppi dei dodici passi sottolineano l'ammissione di sé da parte dei membri del problema da cui si stanno riprendendo. È in questo spirito che i membri spesso si identificano insieme a un'ammissione del loro problema, spesso come "Ciao, sono [solo il nome di battesimo] e sono un alcolista".

## Lo sponsor
Nel contesto dei gruppi dei dodici passi, uno sponsor è una persona con più esperienza nel recupero che guida l'aspirante meno esperto (detto sponsee) attraverso i dodici passaggi del programma. I nuovi membri sono incoraggiati a garantire una relazione con almeno uno sponsor che ha compiuto i dodici passi stessi. Le pubblicazioni delle associazioni sottolineano che la sponsorizzazione è una relazione non gerarchica "uno a uno" di esperienze condivise incentrate sul lavoro dei dodici passi.. Secondo Narcotici Anonimi:
Sponsor e sponsee partecipano ad attività che portano alla crescita spirituale. Le esperienze nel programma sono spesso condivise dai membri in uscita con i membri in arrivo. Questa rotazione di esperienza è spesso considerata una grande ricompensa spirituale. Ciò può includere pratiche come la discussione e lo studio della letteratura, la meditazione e la scrittura. Il completamento del programma di solito implica la competenza per guidare i nuovi arrivati, fatto che è spesso incoraggiato. Gli sponsee fanno generalmente il loro quinto passo, e riesaminano il loro inventario morale per iscritto come parte del quarto passo, con il loro sponsor.
La natura personale delle problematiche comportamentali che portano alla ricerca di aiuto nelle fratellanze dei dodici passi si traduce in una forte relazione tra sponsor e sponsee. Poiché la relazione si basa su principi spirituali, è unica e generalmente non è definita "amicizia". Fondamentalmente, lo sponsor ha il solo scopo di aiutare lo sponsee a recuperare dal problema comportamentale che lo ha portato a lavorare sui dodici passi, il che aiuta di riflesso lo sponsor a guarire.
Uno studio sugli sponsor effettuato in Alcolisti Anonimi e Narcotici Anonimi ha scoperto che fornire orientamento e supporto ad altri alcolisti e tossicodipendenti è associato a un'astinenza prolungata per lo sponsor, ma ha suggerito che c'erano pochi benefici a breve termine in termini di astinenza per lo sponsee.

## Critiche
Le critiche ai gruppi in dodici passi sono variegate quanto le patologie che affrontano. Il loro variabile tasso di successo e il credere in un potere superiore suggerito in essi, sono critiche comuni alla loro applicabilità ed efficacia universali.

### Riservatezza
Le dodici tradizioni incoraggiano i membri a praticare il principio spirituale dell'anonimato nei media pubblici e ai membri viene anche chiesto di rispettare la riservatezza reciproca. Questa è una norma di gruppo , tuttavia, e non obbligatoria per legge; non vi sono conseguenze legali per scoraggiare coloro che partecipano a gruppi in dodici passi dalla rivelazione delle informazioni divulgate durante le riunioni. Gli statuti sulla terapia di gruppo non comprendono quelle associazioni che mancano di un terapeuta professionista o di un sacerdote a cui si potrebbero applicare riservatezza e privilegi. Professionisti e paraprofessionisti che indirizzano i pazienti a questi gruppi, al fine di evitare problemi di responsabilità civile e di licenza, sono stati avvisati di dover informare i loro pazienti che, in qualsiasi momento, le loro dichiarazioni rese durante le riunioni possono essere divulgate
.

### Identità culturale
Una review del 1985 ha messo in guardia dagli effetti iatrogeni dannosi della filosofia in dodici passi e ha etichettato le organizzazioni come culti, mentre un'altra del 1997 afferma che questi programmi presentano poca somiglianza con i culti religiosi e che le tecniche utilizzate appaiono utili per alcuni. Un altro studio del 1983 ha scoperto che il focus di un programma in dodici passi sull'auto-ammissione di avere un problema aumenta lo stigma deviante e spoglia i membri della loro precedente identità culturale, sostituendola con l'identità deviante. Uno studio del 1998 afferma tuttavia che l'identità culturale precedente potrebbe non essere completamente sostituita, ma piuttosto i membri trovano un'identità biculturale adattata.